# Wekerle Sándor (pénzügyminiszter)
Wekerle Sándor Tivadar Pongrác (Budapest, 1878. június 26. – Budapest, 1963. december 23.) akadémiai oktató, gazdaságpolitikus, országgyűlési képviselő, pénzügyminiszter, Wekerle Sándor egykori miniszterelnök fia.

## Életútja

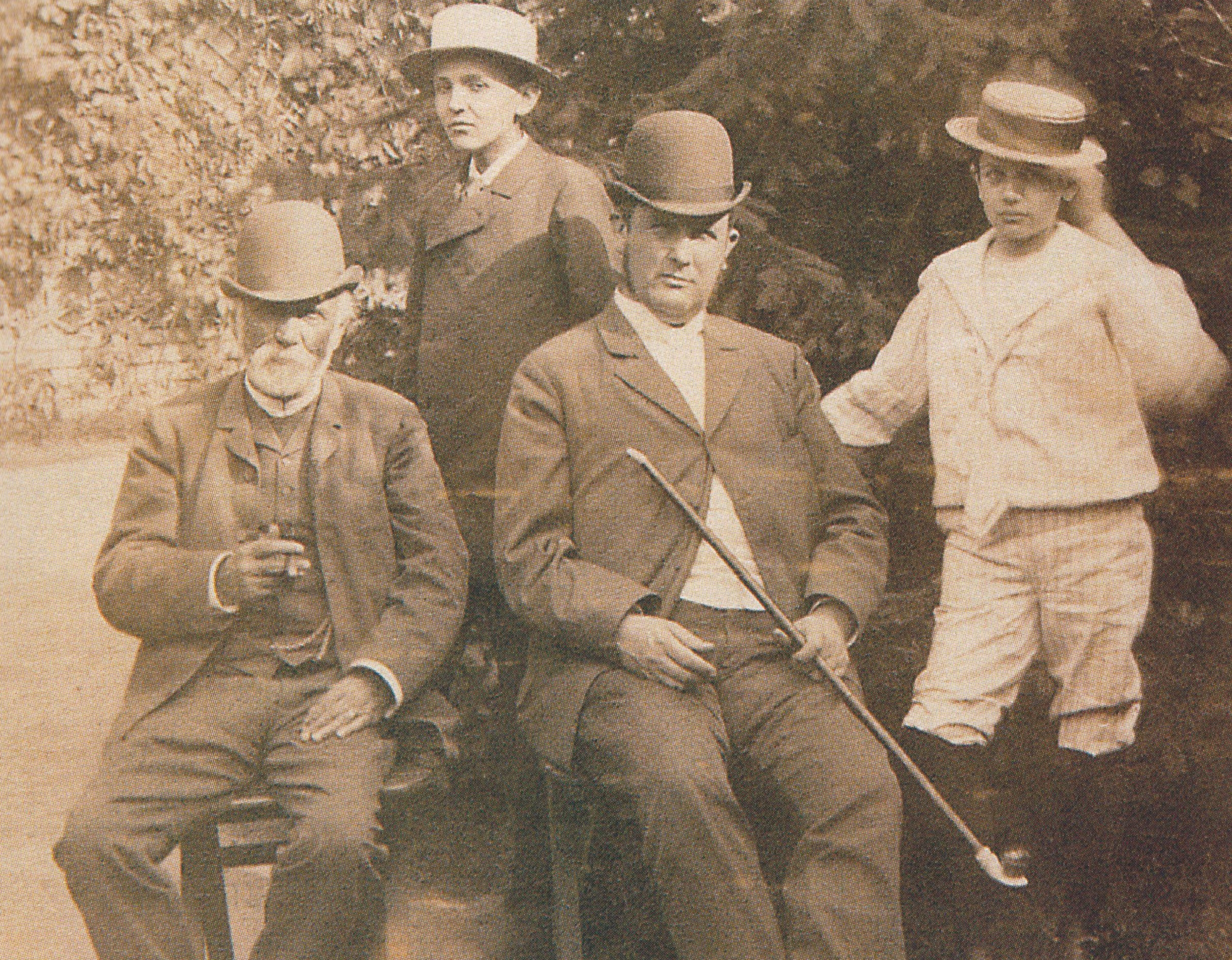
Ifj. Wekerle apjával, nagyapjával és unokatestvérével a család dánosi birtokán 1893 körül

Apja idősebb Wekerle Sándor (1848–1921), a Magyar Királyság miniszterelnöke, anyja parnói Molnár Gizella (1856–1936). Az anyai nagyszülei parnói Molnár István (1825–1907), Zemplén vármegye főispánja, a főrendiház tagja, és nyéki Nyéky Leona (1836–1894) asszony voltak.
Középiskolai tanulmányait Budapesten, az V. kerületi katolikus főgimnáziumban, az egyetemet a Budapesten és Münchenben végezte, a Budapesti Egyetemen szerzett jogi diplomát, majd a közigazgatásban helyezkedett el; a kereskedelemügyi minisztériumban lett előbb tiszteletbeli miniszteri fogalmazó, majd tiszteletbeli segédtitkár. 1906 környékén felkérték a Kereskedelmi Akadémia tanárának, ahol pénzügyi jogot és közgazdaságtant adott elő.
Az 1905–1906-os magyarországi belpolitikai válság során apja oldalán bekapcsolódott a politikai életbe; az 1906-os választásokon a breznóbányai kerületben indult és nyert országgyűlési mandátumot az Országos Alkotmánypárt színeiben. Ebben a választási ciklusban (1906-1910) volt apja másodszor miniszterelnök. A parlamentben sokszor szólalt fel, leginkább pénzügyi kérdésekben.
Az ifjabb Sándor eztán visszatért korábbi egyetemi állásába. Az első világháború kitörésekor önkéntesnek jelentkezett, századosi rangban szerelt le, majd újra visszatért tanítani. Apja 1921-es halála után, 1922-ben a katedrát a dánosi birtokra cserélte, ahol 1926-ig gazdálkodott, mikor újfent a Kereskedelmi Akadémia tanára lett. 1927-ben Pest vármegye küldötte lett az akkor újjáalakított felsőházban, melynek aztán a nyilas hatalomátvételig (1944) tagja maradt.
1928-ban Bethlen István a lemondott Bud János helyére meghívta a kormányába pénzügyminiszternek, melyet elfogadott. 1928. szeptember 5-től egészen a  Bethlen-kormány lemondásáig, 1931. augusztus 24-ig volt Magyarország pénzügyminisztere. Gazdaságpolitikáját az államháztartás egyensúlyának biztosítása, illetve a nagy gazdasági világválság magyarországi hatásainak enyhítésére tett erőfeszítések jellemezték.
Ezután tovább folytatta tevékenységét az akadémián, illetve a felsőházban, valamint számos gazdasági publikációt jelentetett meg. 1963-ban, egy nappal karácsony előtt hunyt el Budapesten szívgyengeség, általános érelmeszesedés következtében.

## Házassága és leszármazottjai
Felesége csákói Geist Mária Lujza Erzsébet (Budapest, 1886. július 17. – Budapest, 1977. március 7.), akinek szülei csákói Geist Gyula (1855–1903) nagybirtokos, Békés-megye törvényhatósági bizottsági tagja, a Gazdasági Egyesülete elnöke és nemes Jálics Lujza (1866–1942), a Pro Ecclesia et Pontifice kitüntetés és a Vöröskereszt II. hadiékítményes díszjelvény tulajdonosa voltak. Geist Gyula 1895. december 31-én magyar nemességet és nemesi előnevet szerzett adományban I. Ferenc József magyar királytól. Ifjabb Wekerle Sándor és Geist Mária házasságából született:
- Wekerle Mária Lujza (Budapest, 1906. november 12. – Budapest, 1989. november 13.). Férje lovag turonyi Biedermann László (Bécs, 1902. április 21. – Budapest, 1987. január 25.)
- Wekerle Gizella (Budapest, 1907. december 3. – Budapest, 1996. december 19.). Férje őrgróf köröszseghi és adorjáni Csáky-Pallavicini Alfonz (Cekeháza, 1902. július 4. – Budapest, 1997. május 21.), dipl., mezőgazdász, nemzetközi közgazdász.
- Wekerle Antoinette (Budapest, 1909. november 20. – Budapest, 1994. október 17.). Férje osztrolukai Osztroluczky Pál (Budapest, 1902. augusztus 7. – Budapest, 1966. január 15.)
- Wekerle Georgina (Nyáregyháza, 1912. július 16. – Ottawa, Kanada, 2005. december 23.). Férje tahvári és tarkeöi Tahy István (Galgagyörk, 1907. november 18. – Montréal, Kanada, 1984. június 26.)
- Wekerle Alexandra (Budapest, 1920. március 8. – Budapest, 2013. november 2.). Férje báji Patay Sándor (Cekeháza, 1910. május 17. – Budapest, 2011. augusztus 6.).